# Arces (Charente-Maritime)
Pour les articles homonymes, voir Arces.

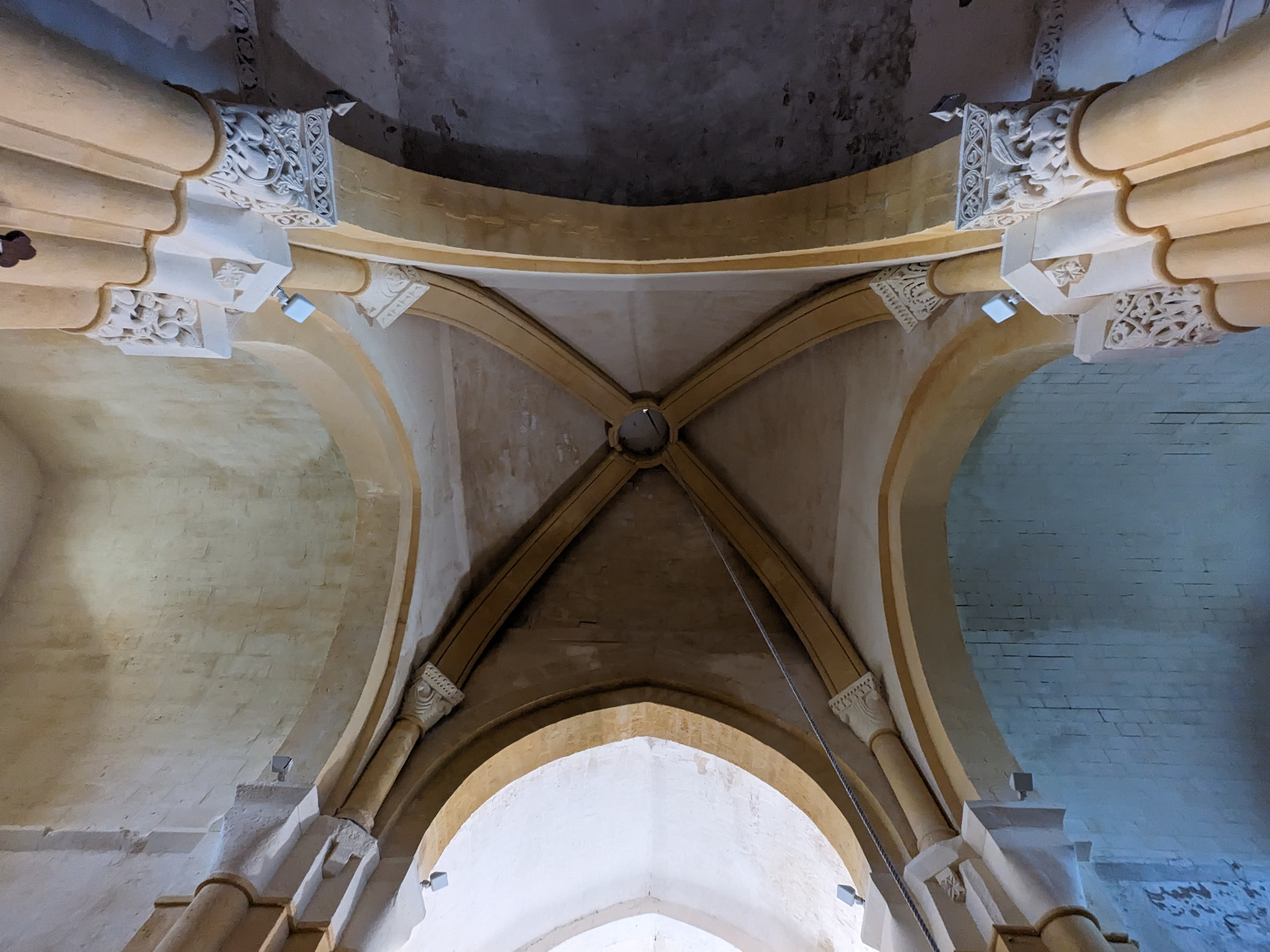
Arces-sur-Gironde Voute en arc-de-cloitre

Arces (prononcé [aʁs]), communément désignée sous le nom d’Arces-sur-Gironde, est une commune du Sud-Ouest de la France, située dans le département de la Charente-Maritime (région Nouvelle-Aquitaine).
Ce petit village de l'arrière-pays saintongeais se situe dans la frange continentale de la côte de Beauté, au contact des zones urbanisées de l'agglomération royannaise (Meschers-sur-Gironde) et de la petite ville de Cozes, chef-lieu du canton où sont concentrés de nombreux commerces. Selon l'Insee, elle appartient à l'aire d'attraction de Royan.
L'accroissement du phénomène de rurbanisation, qui pousse de nombreux citadins vers la campagne, la proximité de sites touristiques de premier plan (Royan et sa couronne de stations balnéaires, bastide de Talmont-sur-Gironde) explique le développement de la commune ces dernières années, dont la population est passée de 485 habitants en 1990 à 734 habitants en 2015. Elle s'inscrit dans le cadre d'une communauté d'agglomération Royan Atlantique forte de 81 036 habitants (2013).
Le centre-bourg, aux venelles fleuries de roses trémières, se concentre autour d'une petite éminence dominant les marais girondins et les champagnes céréalières. L'église romane Saint-Martin, ancienne étape sur le chemin de Saint-Jacques-de-Compostelle, y est implantée.

## Géographie

### Présentation
La commune d'Arces se situe dans le sud-ouest du département de la Charente-Maritime, dans la frange continentale de la côte de Beauté. Appartenant au Midi de la France — on parle plus précisément de « Midi atlantique », elle peut être rattachée à deux grands ensembles géographiques, le Grand Ouest français et le Grand Sud-Ouest français.
Administrativement parlant, elle dépend depuis le mois de mars 2015 du canton de Saintonge Estuaire, centré sur Meschers-sur-Gironde (du canton de Cozes avant cette date) et de l'arrondissement de Saintes. Elle se situe à 4 kilomètres de Cozes, 7,1 kilomètres de Meschers-sur-Gironde,12,4 kilomètres de Saint-Georges-de-Didonne, 14,1 kilomètres de Saujon, 15,6 kilomètres de Royan, 27,6 kilomètres de Saintes, 44 kilomètres de Rochefort, 71,2 kilomètres de La Rochelle et 82,1 kilomètres de Bordeaux.
La commune est une des étapes d'un sentier de grande randonnée balisé, le GR 360.

### Lieux dits et hameaux
L'habitat est principalement regroupé autour du bourg. Les principaux hameaux sont Liboulas, Brézillas et Maine-Moutard. Ils s'étendent le long de la D 244, qui porte également le nom de route de l'estuaire. Au sud de la commune, au milieu des marais, se trouve un lieu-dit nommé les Mottes Gachins.

### Communes limitrophes
| Meschers-sur-Gironde                                | Semussac            | Cozes    |
| Talais (Gironde)                                    | Arces               | Épargnes |
| Saint-Vivien-de-Médoc (Gironde, par un quadripoint) | Talmont-sur-Gironde | Barzan   |

Les communes de Talais et Saint-Vivien-de-Médoc sont sur la rive gauche de l'estuaire de la Gironde.

### Hydrographie
L'ouest de la commune est formé des marais de Barrails, parsemés de nombreux chenaux tributaires de l'estuaire de la Gironde. Les principaux sont le ruisseau de Bardécille, qui marque la séparation avec la commune de Semussac, et à l'est, le Désir, ruisseau traversant le lieu-dit Lorivaux.

### Géologie et relief
L'essentiel de la commune s'étend sur un plateau vallonné formé de couches calcaires datant du Crétacé, tandis qu'à l'ouest, les marais sont constitués d'alluvions beaucoup plus récents.
Le territoire communal se compose pour partie d'une succession de collines dominant l'estuaire de la Gironde, lesquelles dominent une vaste prairie marécageuse qui s'étend à l'ouest jusqu'à Talmont et Meschers.
Le nord-ouest de la commune conserve quelques traces de la forêt originelle qui s'étendait à l'époque gallo-romaine jusqu'à Chenac. Ces maigres zones boisées s'étendent au nord du hameau de Maine-Moutard, ainsi qu'aux alentours du hameau du Breuil.
Le bourg proprement dit s'étire au pied d'un promontoire calcaire qui supporte l'église romane.

### Climat
Le climat est de type océanique aquitain : la pluviométrie est relativement élevée en automne et en hiver et les hivers sont doux. L'été reste tempéré grâce à la brise marine. Deux vents venant de l'océan, le noroît et le suroît, soufflent sur les côtes du département. L'ensoleillement de la côte charentaise est très important : avec 2 250 heures par an, il est comparable à celui que connaît une partie de la côte méditerranéenne.
Les relevés de la station météorologique de La Rochelle entre 1946 et 2000 permettent de déterminer quelques dates majeures au point de vue climatique en Charente-Maritime : ainsi, au cours de ce laps de temps, la température la plus froide est relevée le 15 février 1956 : -13,6 °C. 
Un pic de température (dépassé seulement au cours de la canicule de 2003) est atteint le 8 juillet 1982 avec près de 39 °C à l'ombre. 
Si 1953 est considérée comme l'année la plus sèche, 2000 est au contraire la plus pluvieuse.
La Charente-Maritime est le département français qui a été le plus durement touché par la tempête Martin du 27 décembre 1999. Les records nationaux de vents enregistrés ont été atteints avec 198 km/h sur l'île d'Oléron et 194 km/h à Royan.
Dans la nuit du 23 au 24 janvier 2009, la région est frappée par la tempête Klaus. Malgré des rafales de vent dépassant les 120 km/h, les dégâts relevés dans la commune demeurent relativement minimes au regard de la situation dans le Médoc tout proche.
Les côtes charentaises et vendéennes sont de nouveau durement éprouvées par la tempête Xynthia qui traverse la région dans la nuit du 28 février au 1er mars 2010. Des bourrasques de près de 140 km/h touchent la ville voisine de Royan.

#### Données générales
| Mois                              | jan. | fév. | mars | avril | mai  | juin | jui. | août | sep. | oct. | nov. | déc. | année |
| --------------------------------- | ---- | ---- | ---- | ----- | ---- | ---- | ---- | ---- | ---- | ---- | ---- | ---- | ----- |
| Température minimale moyenne (°C) | 3,4  | 2,8  | 5,4  | 7,4   | 10,7 | 13,7 | 15,8 | 15,7 | 13,7 | 10,5 | 6,3  | 3,9  | 9,2   |
| Température moyenne (°C)          | 5,9  | 6,9  | 8,7  | 11,1  | 14,3 | 17,5 | 19,8 | 19,6 | 17,8 | 14,2 | 9,4  | 6,6  | 12,7  |
| Température maximale moyenne (°C) | 8,5  | 9,9  | 12,1 | 14,7  | 17,9 | 21,3 | 23,8 | 23,5 | 21,8 | 18   | 12,6 | 9,2  | 16,1  |
| Ensoleillement (h)                | 84   | 111  | 174  | 212   | 239  | 272  | 305  | 277  | 218  | 167  | 107  | 85   | 2 250 |
| Précipitations (mm)               | 82,5 | 66,1 | 57   | 52,7  | 61,1 | 42,9 | 35,1 | 46,4 | 56,5 | 81,6 | 91,8 | 81,8 | 755,3 |

| Ville             | Ensoleillement · (h/an) | Pluie · (mm/an) | Neige · (j/an) | Orage · (j/an) | Brouillard · (j/an) |
| ----------------- | ----------------------- | --------------- | -------------- | -------------- | ------------------- |
| Médiane nationale | 1 852                   | 835             | 16             | 25             | 50                  |
| Arces             | 2250                    | 755             | 4              | 13             | 26                  |
| Paris             | 1 717                   | 634             | 13             | 20             | 26                  |
| Nice              | 2 760                   | 791             | 1              | 28             | 2                   |
| Strasbourg        | 1 747                   | 636             | 26             | 28             | 69                  |
| Brest             | 1 555                   | 1 230           | 6              | 12             | 78                  |
| Bordeaux          | 2 070                   | 987             | 3              | 32             | 78                  |

## Urbanisme

### Typologie
Au 1er janvier 2024, Arces est catégorisée commune rurale à habitat dispersé, selon la nouvelle grille communale de densité à 7 niveaux définie par l'Insee en 2022.
Elle est située hors unité urbaine. Par ailleurs la commune fait partie de l'aire d'attraction de Royan, dont elle est une commune de la couronne,. Cette aire, qui regroupe 26 communes, est catégorisée dans les aires de 50 000 à moins de 200 000 habitants,.
La commune, bordée par l'estuaire de la Gironde, est également une commune littorale au sens de la loi du 3 janvier 1986, dite loi littoral. Des dispositions spécifiques d’urbanisme s’y appliquent dès lors afin de préserver les espaces naturels, les sites, les paysages et l’équilibre écologique du littoral, tel le principe d'inconstructibilité, en dehors des espaces urbanisés, sur la bande littorale des 100 mètres, ou plus si le plan local d’urbanisme le prévoit.

### Occupation des sols
L'occupation des sols de la commune, telle qu'elle ressort de la base de données européenne d’occupation biophysique des sols Corine Land Cover (CLC), est marquée par l'importance des territoires agricoles (77,9 % en 2018), en diminution par rapport à 1990 (78,9 %). La répartition détaillée en 2018 est la suivante : 
terres arables (54,4 %), eaux maritimes (13,7 %), zones agricoles hétérogènes (10,6 %), prairies (9,6 %), forêts (3,9 %), zones humides côtières (3,4 %), cultures permanentes (3,2 %), zones urbanisées (1,2 %). L'évolution de l’occupation des sols de la commune et de ses infrastructures peut être observée sur les différentes représentations cartographiques du territoire : la carte de Cassini (XVIIIe siècle), la carte d'état-major (1820-1866) et les cartes ou photos aériennes de l'IGN pour la période actuelle (1950 à aujourd'hui).

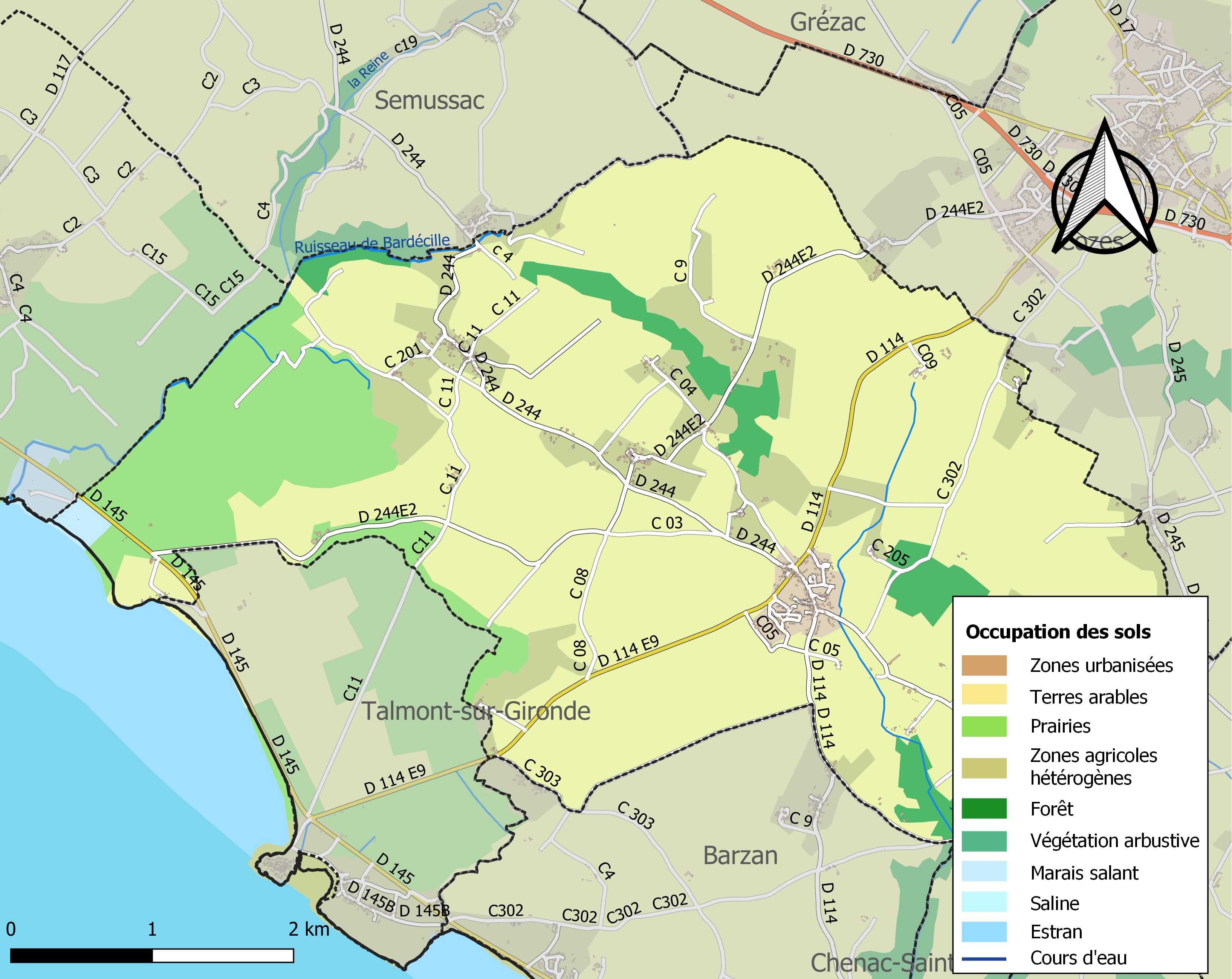
Carte des infrastructures et de l'occupation des sols de la commune en 2018 (CLC).

### Risques majeurs
Le territoire de la commune d'Arces est vulnérable à différents aléas naturels : météorologiques (tempête, orage, neige, grand froid, canicule ou sécheresse), inondations, mouvements de terrains et séisme (sismicité faible). Il est également exposé à un risque technologique, le transport de matières dangereuses. Un site publié par le BRGM permet d'évaluer simplement et rapidement les risques d'un bien localisé soit par son adresse soit par le numéro de sa parcelle.

#### Risques naturels
Certaines parties du territoire communal sont susceptibles d’être affectées par le risque d’inondation par débordement de cours d'eau et par submersion marine. La commune a été reconnue en état de catastrophe naturelle au titre des dommages causés par les inondations et coulées de boue survenues en 1982, 1983, 1993, 1999 et 2010,.

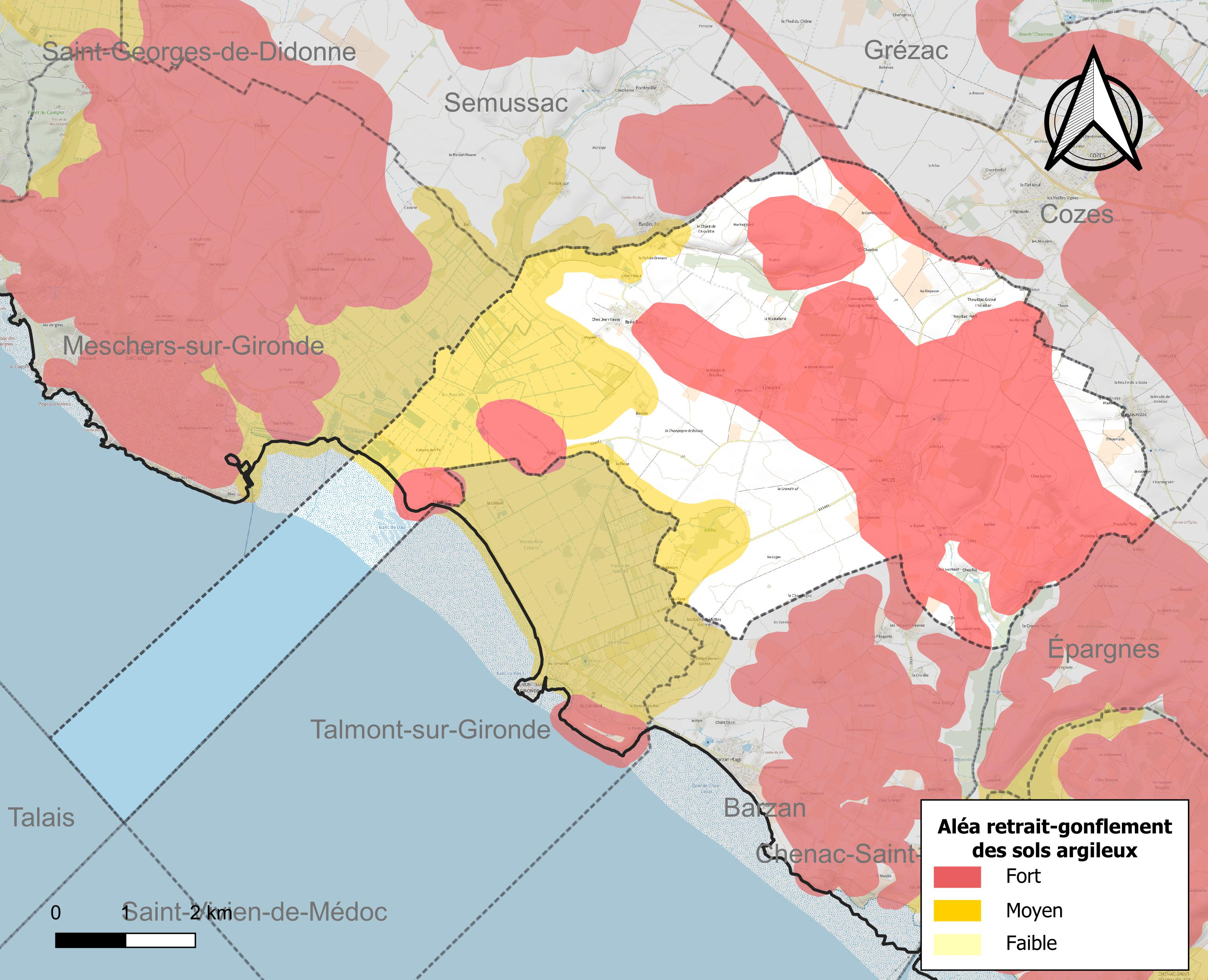
Carte des zones d'aléa retrait-gonflement des sols argileux d'Arces.

Les mouvements de terrains susceptibles de se produire sur la commune sont des affaissements et effondrements liés aux cavités souterraines (hors mines) et des tassements différentiels. Par ailleurs, afin de mieux appréhender le risque d’affaissement de terrain, l'inventaire national des cavités souterraines permet de localiser celles situées sur la commune.
Le retrait-gonflement des sols argileux est susceptible d'engendrer des dommages importants aux bâtiments en cas d’alternance de périodes de sécheresse et de pluie. 54,9 % de la superficie communale est en aléa moyen ou fort (54,2 % au niveau départemental et 48,5 % au niveau national). Sur les 470 bâtiments dénombrés sur la commune en 2019, 395 sont en aléa moyen ou fort, soit 84 %, à comparer aux 57 % au niveau départemental et 54 % au niveau national. Une cartographie de l'exposition du territoire national au retrait gonflement des sols argileux est disponible sur le site du BRGM,.
Par ailleurs, afin de mieux appréhender le risque d’affaissement de terrain, l'inventaire national des cavités souterraines permet de localiser celles situées sur la commune.
Concernant les mouvements de terrains, la commune a été reconnue en état de catastrophe naturelle au titre des dommages causés par la sécheresse en 1989, 2003 et 2005 et par des mouvements de terrain en 1983, 1999 et 2010.

#### Risques technologiques
Le risque de transport de matières dangereuses sur la commune est lié à sa traversée par une ou des infrastructures routières ou ferroviaires importantes ou la présence d'une canalisation de transport d'hydrocarbures. Un accident se produisant sur de telles infrastructures est susceptible d’avoir des effets graves sur les biens, les personnes ou l'environnement, selon la nature du matériau transporté. Des dispositions d’urbanisme peuvent être préconisées en conséquence.

## Toponymie
Le village tire son nom du latin Arcis, qui désigne un promontoire ou un lieu fortifié. En 1170, il est désigné sous le nom de Villa de Arcis dans le cartulaire de Vaux, avant d'être déformé en Arx durant une partie du Moyen Âge.

## Histoire
Si des restes de silex taillés et polis furent autrefois retrouvés sur le territoire de la commune, attestant une occupation humaine dès la période néolithique, c'est à l'époque romaine que le village semble avoir été fondé. Situé au bord d'une voie romaine reliant la capitale de la cité des Santons, Mediolanum Santonum, au port de Novioregum, à quelques kilomètres à l'est, il semble que le promontoire dominant le village ait abrité un camp romain, dont on n'a retrouvé aucun vestige. Seules traces de cette période, des restes de poteries, de terres cuites et d'amphores furent retrouvés dans les champs environnants.
Au XIe siècle, Arces est un petit bourg doté d'une église dédiée à saint Martin.
Entre 1083 et 1091 Arnaud de Gammon de la maison de Mortagne, fonde l'abbaye de Vaux et lui cède l'ensemble des droits et privilèges de la paroisse d'Arces. Les moines installent à Arces deux prieurés, l'un étant situé près de l'église Saint-Martin, le second dans le hameau de Loriveau. De ce dernier subsiste un pont, établi sur le ruisseau Désir. Dès cette époque, l'économie est basée sur les céréales, la vigne, les quelques marais salants en bordure de la Gironde et les bois. Arces devient une étape sur la route de Saint-Jacques-de-Compostelle, car de nombreux pèlerins se rendaient à Talmont-sur-Gironde où ils embarquaient pour traverser la Gironde.
En 1151, Benoît de Mortagne envahit le bourg et tente d'accaparer les terres et les privilèges du prieuré Saint-Martin. Menacé d'excommunication, il dut se retirer, et promettre de respecter les droits de l'abbé. La paroisse dépendit longtemps, pour les deux tiers de la baronnie de Cozes, et pour le tiers restant de la châtellenie de Talmont.
Des conflits entre seigneurs et habitants du village semble avoir été monnaie courante.
En 1661, Mademoiselle d'Orléans, adjudicataire de la baronnie de Cozes, exigeant des habitants de nouvelles corvées, fut déboutée par le parlement de Bordeaux. Plusieurs logis nobles semblent avoir existé sous l'ancien régime : le logis du Breuil, le château de Théon ou celui de Conteneuil sont encore bien visibles. Au XVIIe siècle, la dame de Théon se rendit célèbre pour sa haine des calvinistes, qu'elle persécuta. Cette haine était d'autant plus vive que sa seigneurie avait été assiégée par les soldats de Benjamin de Rohan, l'un des principaux chefs du parti protestant, et que son frère avait été tué durant le siège de Royan (1622 ou 1624). Elle fit saisir les meubles et démolir les maisons des protestants qui, réduits à la misère, allèrent porter l'affaire devant la duchesse de La Trémoille. Ayant droit de justice, elle fit condamner à mort entre 140 et 160 protestants, les uns étant roués vifs, les autres pendus. Durant la Révolution, la paroisse a été transformée en commune.
La population en 1790 atteint les 1 129 habitants, mais l'exode rural eut tôt fait de faire tomber ce nombre à environ 474 au sortir de la Seconde Guerre mondiale. Depuis lors, la population a recommencé à croître, atteignant 561 habitants en 1999. Le village est aujourd'hui tourné vers les activités agricoles, et s'essaie au tourisme vert.

## Politique et administration

### Liste des maires
| Période                                  | Période  | Identité       | Étiquette | Qualité                    |
| ---------------------------------------- | -------- | -------------- | --------- | -------------------------- |
| 1965                                     | 1989     | Michel Petit   |           |                            |
| 1989                                     | 2001     | Jean Riondet   |           |                            |
| 2001                                     | 2014     | Yves Pérochain |           |                            |
| 2014                                     | 2020     | Jean-Paul Roy  |           | Retraité Fonction publique |
| 2020                                     | En cours | Joëlle Boulon  |           |                            |
| Les données manquantes sont à compléter. |          |                |           |                            |

### Région
À la suite de la réforme administrative de 2014 ramenant le nombre de régions de France métropolitaine de 22 à 13, la commune appartient depuis le 1er janvier 2016 à la région Nouvelle-Aquitaine, dont la capitale est Bordeaux. De 1972 au 31 décembre 2015, elle a appartenu à la région Poitou-Charentes, dont le chef-lieu était Poitiers.

## Démographie
Les habitants sont nommés les Arcillons et les habitantes les Arcillonnes.

### Évolution démographique
L'évolution du nombre d'habitants est connue à travers les recensements de la population effectués dans la commune depuis 1793. Pour les communes de moins de 10 000 habitants, une enquête de recensement portant sur toute la population est réalisée tous les cinq ans, les populations de référence des années intermédiaires étant quant à elles estimées par interpolation ou extrapolation. Pour la commune, le premier recensement exhaustif entrant dans le cadre du nouveau dispositif a été réalisé en 2006.

En 2022, la commune comptait 715 habitants, en évolution de −4,16 % par rapport à 2016 (Charente-Maritime : +4,04 %, France hors Mayotte : +2,11 %).
| 1793  | 1800 | 1806  | 1821 | 1831  | 1836  | 1841  | 1846  | 1851  |
| ----- | ---- | ----- | ---- | ----- | ----- | ----- | ----- | ----- |
| 1 025 | 992  | 1 066 | 923  | 1 117 | 1 043 | 1 019 | 1 048 | 1 045 |

| 1856  | 1861 | 1866 | 1872 | 1876 | 1881 | 1886 | 1891 | 1896 |
| ----- | ---- | ---- | ---- | ---- | ---- | ---- | ---- | ---- |
| 1 012 | 927  | 943  | 832  | 839  | 779  | 791  | 731  | 681  |

| 1901 | 1906 | 1911 | 1921 | 1926 | 1931 | 1936 | 1946 | 1954 |
| ---- | ---- | ---- | ---- | ---- | ---- | ---- | ---- | ---- |
| 673  | 671  | 593  | 539  | 539  | 555  | 514  | 474  | 503  |

| 1962 | 1968 | 1975 | 1982 | 1990 | 1999 | 2006 | 2011 | 2016 |
| ---- | ---- | ---- | ---- | ---- | ---- | ---- | ---- | ---- |
| 511  | 484  | 423  | 430  | 485  | 561  | 608  | 684  | 746  |

| 2021 | 2022 | - | - | - | - | - | - | - |
| ---- | ---- | - | - | - | - | - | - | - |
| 730  | 715  | - | - | - | - | - | - | - |

### Pyramide des âges
La population de la commune est relativement jeune.
En 2018, le taux de personnes d'un âge inférieur à 30 ans s'élève à 30,5 %, soit au-dessus de la moyenne départementale (29 %). À l'inverse, le taux de personnes d'âge supérieur à 60 ans est de 26,4 % la même année, alors qu'il est de 34,9 % au niveau départemental.
En 2018, la commune comptait 381 hommes pour 381 femmes, soit un taux de 50 % de femmes, largement inférieur au taux départemental (52,15 %).
Les pyramides des âges de la commune et du département s'établissent comme suit.
| Hommes | Classe d’âge | Femmes |
| ------ | ------------ | ------ |
| 0,0    | 90 ou +      | 0,6    |
| 6,6    | 75-89 ans    | 9,5    |
| 18,4   | 60-74 ans    | 17,9   |
| 20,5   | 45-59 ans    | 23,7   |
| 21,8   | 30-44 ans    | 20,1   |
| 12,4   | 15-29 ans    | 13,4   |
| 20,3   | 0-14 ans     | 14,8   |

| Hommes | Classe d’âge | Femmes |
| ------ | ------------ | ------ |
| 1,1    | 90 ou +      | 2,6    |
| 10,1   | 75-89 ans    | 12,6   |
| 22     | 60-74 ans    | 23,2   |
| 20,1   | 45-59 ans    | 19,7   |
| 16,1   | 30-44 ans    | 15,6   |
| 15,2   | 15-29 ans    | 12,7   |
| 15,4   | 0-14 ans     | 13,6   |

## Économie
La commune est au cœur d'un bassin d'emploi particulièrement attractif, la zone d'emploi de Royan (issue de la partition de l'ancienne zone d'emploi Saintonge maritime, qui regroupait de nombreuses communes du Pays Rochefortais, du Pays Marennes-Oléron et du Pays Royannais), forte de 27 753 emplois en 2008. La zone d'emploi de Royan est, avec celle de La Rochelle, la plus dynamique de la région Poitou-Charentes, toutes deux profitant « d'un tissu économique et d'une démographie dynamiques » (Insee). La croissance y est particulièrement soutenue, du fait du développement des activités tertiaires.
L'économie de la commune repose essentiellement sur l'agriculture (culture des céréales, de la vigne, élevage), qui occupe près des 2/3 de la population active. Le tourisme, que la municipalité s'efforce de développer, vient compléter les ressources de la commune. Le village est équipé des services publics et possède quelques commerces de base : boulangerie, traiteur, coiffeur sont situés en centre-bourg. Trois campings sont situés sur le territoire communal, ainsi que deux chambres d'hôtes et une location saisonnière été et hiver.

## Culture locale et patrimoine

### Lieux et monuments

#### L'église Saint-Martin

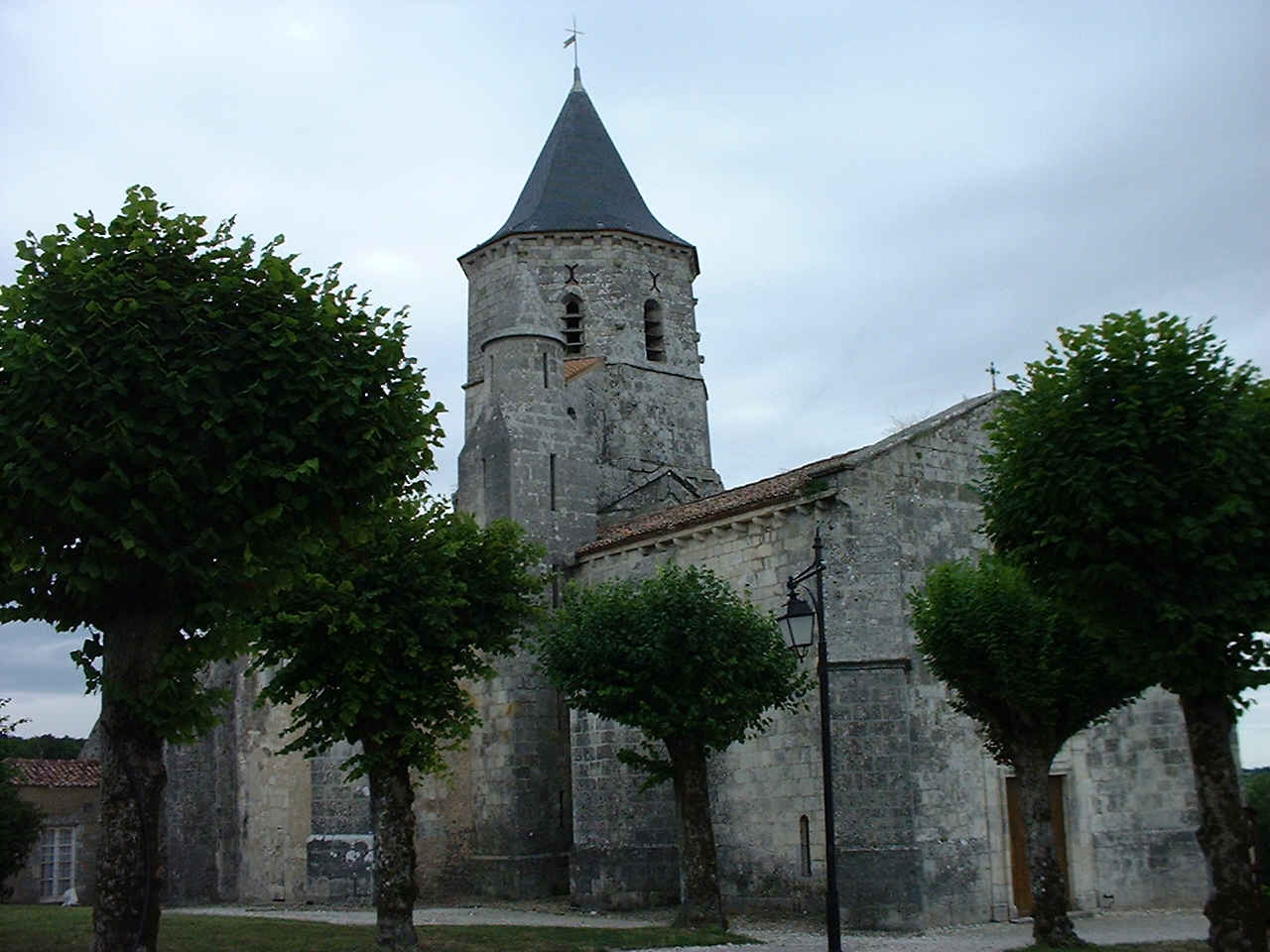
L'église Saint-Martin.

Les origines de cette église semblent remonter au moins au XIe siècle. Cédée en 1086 à l'abbaye Saint-Étienne de Vaux, elle sera reconstruite au cours du XIIe siècle. De cette période date son abside à trois pans, de style roman, seul vestige de l'édifice originel, qui sera considérablement remanié au cours de son histoire. D'importants travaux ont lieu à partir de 1670, lesquels modifieront la structure de la nef. La façade, quant à elle, fut édifiée en 1703. Elle se compose d'une porte à fronton triangulaire brisé, surmontée d'une baie rectangulaire, et est encadrée par deux contreforts massifs.
Le sanctuaire est composé d'une nef unique de deux travées, coupée par un transept prolongé par deux chapelles seigneuriales gothiques, qui ont remplacé les absidioles romanes au XIVe siècle. Le clocher octogonal, surmonté d'une flèche d'ardoise, se dresse à la croisée du transept voutée en arc de cloître. La décoration de l'abside fut entièrement repensée au XIXe siècle : de cette époque datent les fresques murales et la voûte céleste peinte sur le cul-de-four.
 Les vitraux et la statuaire ornant l'édifice datent également de cette époque. Le retable qui se trouve dans le chœur fut restauré en 1994.
De l'église, située sur un promontoire dominant le bourg, l'on a une vue panoramique sur les collines, l'estuaire de la Gironde et les côtes du Médoc.
L'église fut classée monument historique le 19 janvier 1911.

#### Le château de Théon

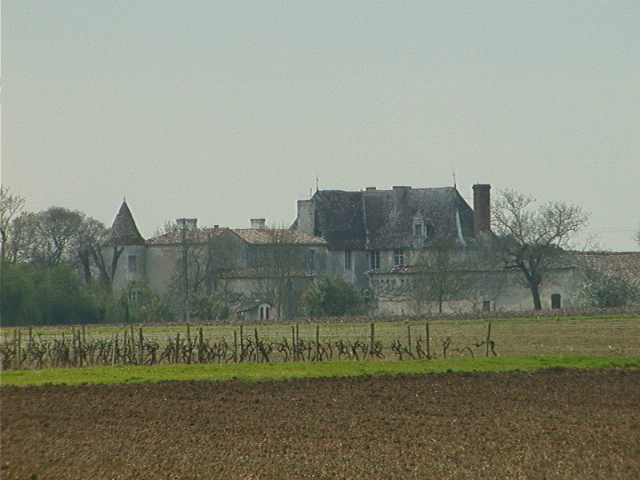
Le château de Théon.

Le château de Théon, datant du XVe siècle, fut le siège d'une seigneurie dont les limites s'étendaient autrefois jusque sur le territoire de l'actuelle commune de Cozes. Il se trouve à l'extrémité nord de la commune. La seigneurie appartient en 1458 à Jean du Breuil. En 1790, une descendante, Anne-Marie du Breuil l'apporte à son époux Louis de Rigaud de Vaudreuil.
On retrouve des traces d'un souterrain qui reliait le château de Théon à Meschers en passant par Arces.
Un des rares puits couverts de Charente-Maritime est visible dans la cour du château.

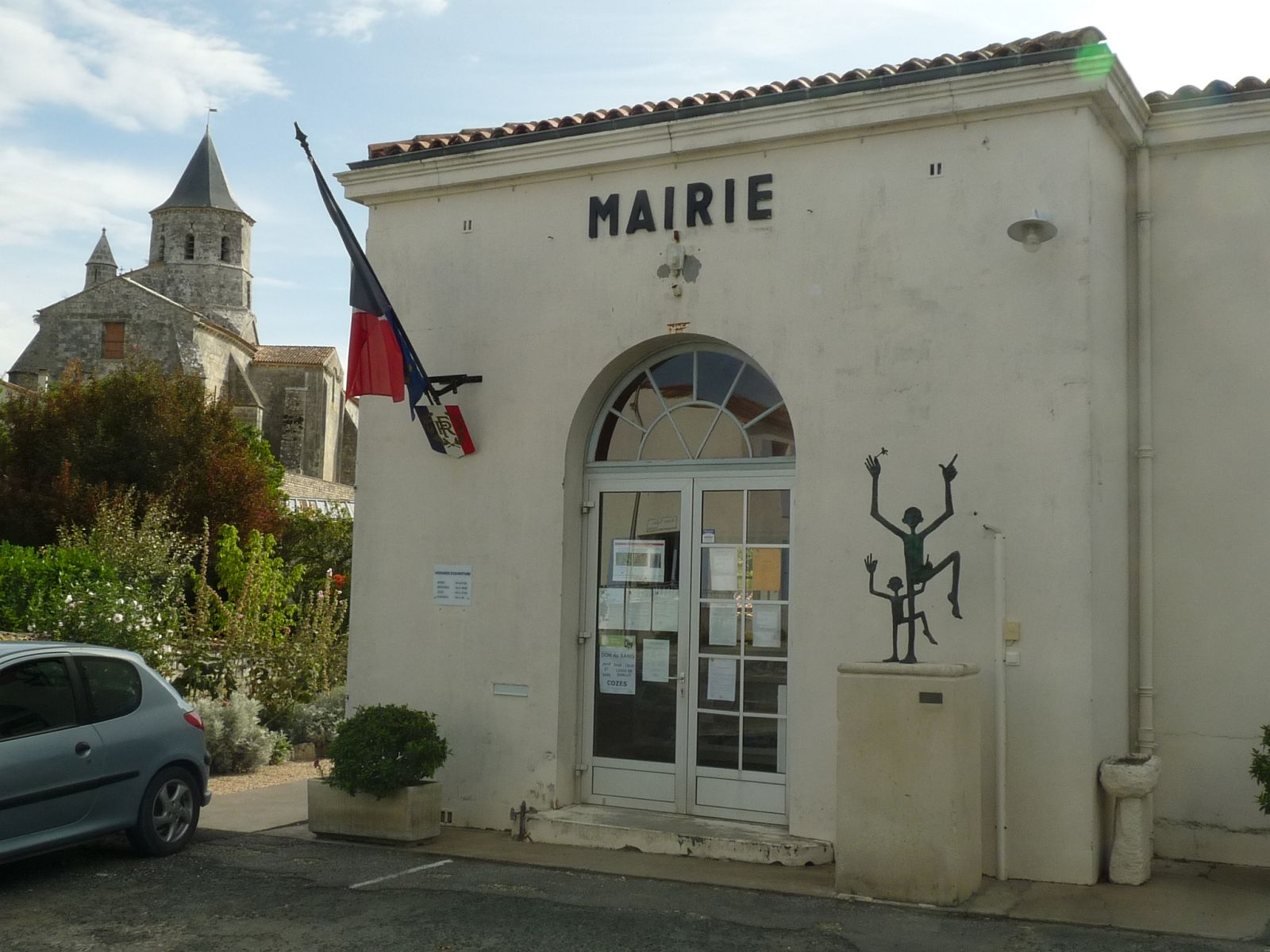
Mairie d'Arces-sur-Gironde.
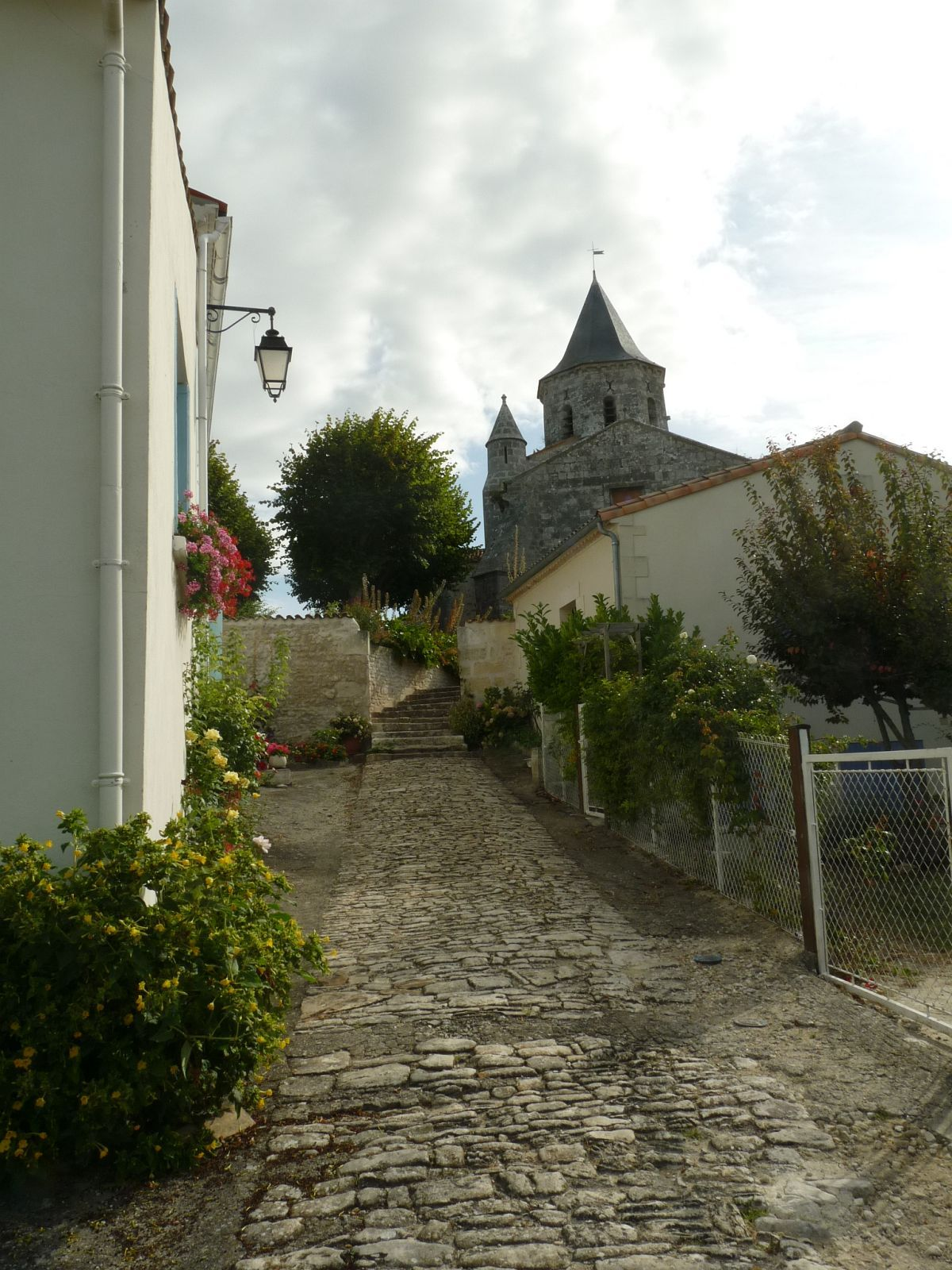
Une ruelle du village.